# Koh Thom
Koh Thom hay Kaoh Thom, Koh Thum (tiếng Khmer: ស្រុកកោះធំ) là một huyện (srok) thuộc tỉnh Kandal, Campuchia, giáp biên với Việt Nam. Huyện được chia thành 11 xã (khum) gồm 93 làng (phum). Huyện có dân số 136.542 người (thời điểm năm 1998).
Huyện Kaoh Thum gồm 11 xã sau:
- Chheu Khmau: Kbal Kaoh, Chheu Khmau, Chong Kaoh, Trapeang Chrey, Traeuy Kaoh, Kbal Chrouy, Kaoh Touch, Chong Khsach
- Chrouy Ta Kaev: Lekh Muoy, Lekh Pir, Lekh Bei, Lekh Buon, Lekh Pram, Lekh Prammuoy, Lekh Prampir, Lekh Prambei, Lekh Prambuon
- Kampong Kong: Kbal Damrei Leu, Kbal Damrei Kraom, Preaek Ph'av, Kampong Kong, Chrung Meas, Preaek Ta Hang, Tuol Sangkae, Trabaek Pok, Preaek Ruessei, Lvea Toung, Tuol Doun Koam
- Kaoh Thum Ka: Kbal Kaoh Thum, Kandal Kaoh Thum, Chong Kaoh Thum, Pou Tonle, Kbal Kaoh Thmei, Chong Kaoh Thmei
- Kaoh Thum Kha: Sampan, Preaek Ta Ker, Preaek Samraong, Preaek Be, Svay Ta Mekh
- Leau Daek: Chamkar Doung, Leuk Daek, Preaek Andoung, Pouthi Mitt, Anlong Slat, Samraong, Tuol Slaeng, Peam Phtoul Kaeut, Peam Phtoul Lech, Khleang Kaeut, Khleang Lech
- Prek Chrey (ព្រែកជ្រៃ): Chrouy Snao (ជ្រោយស្នោ), Prek Chrey (ព្រែកជ្រៃ), Pak Nam (ប៉ាកណាម), Khnar Tangyu (ខ្នារតាំងយូ)
- Preaek Sdei: Preaek Me Srok, Preaek Louk, Preaek Pok, Anlong Sant, Chong Preaek, Preaek Ta Mem, Kaoh Chas, Pouthi Reamea, Pratheat
- Preaek Thmei: Preaek Ta Duong, Preaek Yeay Hay, Kampong Sambuor Leu, Kampong Sambuor Kraom, Kampong Svay Leu, Kampong Svay Kandal, Kampong Svay Kraom, Preaek Thmei, Cham Leu, Preaek Ta Hing, Preaek Thon, Cham Kraom
- Sampeou Poun (ឃុំសំពៅពូន): Kbal Kaoh Tiev, Kaoh Tiev Ka, Kaoh Tiev Kha, Khpob, Kampong Thkol, Kapal Koeang, Preaek Sueng, Chrey Thum, Preaek Sbov
- Pouthi Ban: Preaek Mrenh, Preaek Hang, Kbal Chrouy, Preaek Thmei, Preaek Ta In, Kampong Kor, Preaek Ta Dos, Preaek Ta Rat, Pouthi Ban